# Radek Fridrich
Radek Fridrich (* 1. prosince 1968 Děčín) je český básník, publicista, překladatel a pedagog. Je členem skupiny Demi-Monde, která se prezentovala zejména v Klubu Pant (viz Almanach Pant, 1990-1995). V polovině 90. let proslul jako organizátor básnických setkání ve Žlebech u Děčína (spolu s Tomášem Řezníčkem) a od roku 2000 Děčínského Zarafestu. Nyní je doktorandem na PF UJEP v Ústí nad Labem. Příležitostně se věnuje výtvarnému umění.
V roce 2012 získal cenu Magnesia Litera za sbírku Krooa krooa. Časopis A2 zařadil jeho sbírku V zahradě Bredovských do českého literárního kánonu po roce 1989, tedy do výběru nejdůležitějších českých knih v období třiceti let od sametové revoluce.

## Literární dílo
Ve své tvorbě výrazně akcentuje severní Čechy a německé vlivy v bývalých Sudetech. Jeho tvorba vyšla v němčině či polštině.

### Poezie
- Druhá strana (1994) /společně s Tomášem Řezníčkem/
- PRA (1996)
- V zahradě Bredovských (1999)
- Řeč mrtvejch/Die Totenrede (2001)
- Erzherz (2002)
- Molchloch (2004)
- Šrakakel/Der Schreckliche (2005)
- Žibřid (2006)
- Modroret (2008)
- Nebožky/Selige (2011)
- Krooa krooa (2011)
- Ptačí řečí (2017)
- Linie S1 (2019)